# الجراول (بني ضبيان)

تعديل مصدري - تعديل

الجراول هي إحدى قرى عزلة بني ضبيان بمديرية بني ضبيان التابعة لمحافظة صنعاء، بلغ تعداد سكانها 186 نسمة حسب تعداد اليمن لعام 2004.